# دانشکده حقوق و علوم سیاسی دانشگاه تهران
دانشکدهٔ حقوق و علوم سیاسی دانشگاه تهران، یکی از دانشکده‌های دانشگاه تهران و از قدیمی‌ترین مراکز آموزش عالی در ایران است. اگر پیشینهٔ مدرسه علوم سیاسی را برای دانشکده حقوق و علوم سیاسی در نظر بگیریم، می‌توان گفت که این دانشکده ۳۵ سال بیش از خود دانشگاه تهران قدمت دارد. پیش از این، تنها مدرسه طب قدمتی بیش از مدرسه علوم سیاسی داشت و این دو از قدیمی‌ترین نهادهای آموزش عالی جدید در ایران محسوب می‌شوند.

## پیشینه

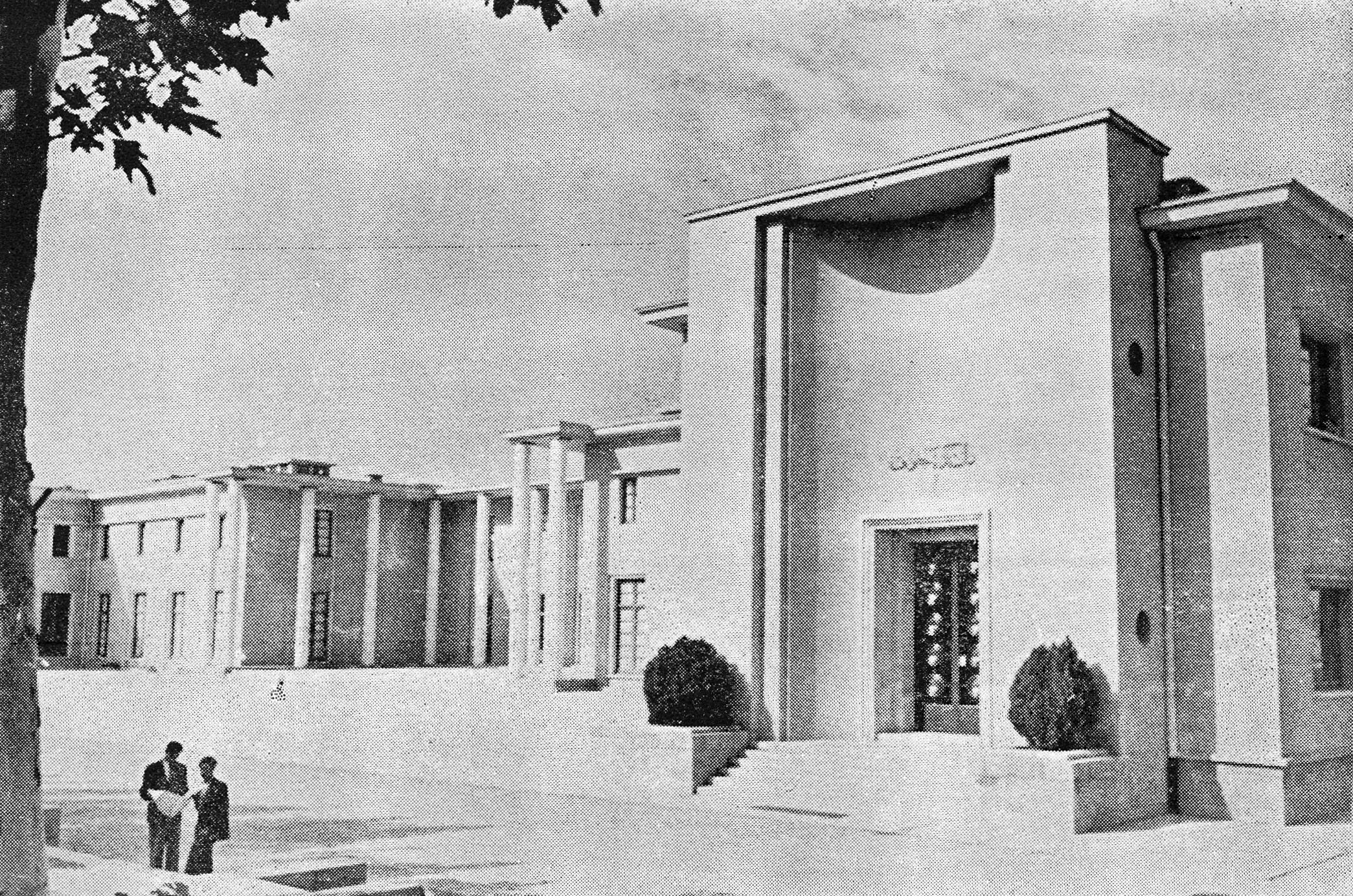
در سالِ ۱۳۱۸

### مدرسه علوم سیاسی
مدرسه سیاسی یا مدرسه علوم سیاسی مدرسه‌ای بود که به منظور تعلیم علوم سیاسی به فرمان مظفرالدین شاه قاجار و در زمان وزارت خارجه میرزا نصرالله خان مشیرالدوله در نیمه شعبان ۱۳۱۷ قمری برابر با ۲۸ آذر ۱۲۷۸ خورشیدی در تهران افتتاح شد. نخستین مدیر مدرسه میرزا حسن خان مشیرالملک (بعدها ملقب به مشیرالدوله و پیرنیا) بود و پس از او کسانی چون عبدالکریم‌خان محقق‌الدوله، میرزا حسین‌خان مؤتمن‌الملک، محمدحسین خان ذکاءالملک فروغی، محمدعلی فروغی، ولی‌الله خان نصر، علی پرتو اعظم (حکیم اعظم)، عبدالحسین شیبانی (وحیدالملک) و علی‌اکبر دهخدا مدیریت مدرسه را به عهده داشتند.
طول دوره تحصیل در مدرسه سیاسی پنج سال بود: سه سال موسوم به مقدماتی یا متوسطه و دو سال موسوم به مؤخراتی یا عالی. شرط سنی ورود به دوره مقدماتی این مدرسه حداقل چهارده و حداکثر شانزده سال بود. متقاضیان ورود به این مدرسه می‌بایستی تصدیق‌نامه شش ساله ابتدایی می‌داشتند و در امتحان ورودی شرکت کنند. مواد درسی دوره متوسطه شامل بدیع، معانی و بیان، جغرافیای مفصل عالم و ایران، تاریخ مفصل ایران، تاریخ ملل قدیمه مشرق، تاریخ رم، تاریخ یونان، تاریخ جدید، تاریخ قرون وسطی، تاریخ معاصر، تاریخ شعرا، تاریخ فلسفه جدید، تاریخ عرب و اسلام، عهدنامه‌ها، جغرافیای احصائیه، صرف و نحو، ریاضیات، جبر و مقابله دو درجه، هندسه چهار مقابله، دفترداری، منطق طبیعیات، حیوان‌شناسی، نبات‌شناسی، طبقات الارض، فیزیک، شیمی، زبان فرانسه، ادبیات فارسی و مقداری فقه می‌شد. در دوره دوساله عالی، یک دوره فقه (براساس کتاب‌های جامع عباسی، تبصره علامه و شرایع)، کلیات حقوق اساسی، حقوق اداری، حقوق مدنی، حقوق جزائی، حقوق تجارتی، اصول محاکمات حقوقی (آیین دادرسی)، قوانین عدلیه و علم ثروت (مالیه، بودجه، قوانین مالیه، نقود، اعتبار و صرافی) تدریس می‌شد).
مدرسه سیاسی ابتدا در بنای اجاره ای دایر بود تا اینکه در ۲۷ اردیبهشت ۱۲۹۰ خورشیدی لایحه وزارت معارف (در زمان وزارت علاء السلطنه) در مجلس به تصویب رسید که ۱۵ هزار تومان از عایدات اداره نمک را به تأسیس مدرسه حقوق و سیاسی تخصیص داد؛ بنابراین مصوبه، سیزده هزار و هفتصد و هفتاد ذرع زمین از اراضی بایر موازی با باغ نگارستان برای ساخت بنای این مدرسه و همچنین یک باب موزه و یک کتابخانه در نظر گرفته شد.
این مدرسه در اول اسفند ۱۳۰۵ از وزارت خارجه جدا و به وزارت معارف ملحق شد. در اواخر سال تحصیلی ۱۳۰۶–۱۳۰۷ بخش مقدماتی (متوسطه) مدرسه سیاسی از آن جدا و به مدرسه دارالفنون منتقل شد. از آن پس مدرسه سیاسی تنها دارای دوره عالی بود.
از همان ابتدای تأسیس مدرسه علوم سیاسی، جدالی بر سر دروس سنتی وجود داشته‌است؛ برخی استادان نظیر پیرنیا معتقد به ضرورت دروس سنتی بودند و برخی به دروس جدید توجه داشتند. دست بر قضا، طرفداران دروس جدید تفوق یافتند و نهایتاً دروس جدید به سرفصل‌های مدرسه و سپس دانشکده اضافه شد.

### مدرسه حقوق
تأسیس مدرسه حقوق در قانون تشکیلات عدلیه که در سال ۱۲۹۰ خورشیدی به تصویب مجلس رسید، پیش‌بینی شد تا کادر قضائی کشور را تأمین کند. در ماده ۱۴۷ این قانون، دانش آموختگان مدرسه حقوق از شرکت در امتحانی که برای تصدی به شغل قضاوت در نظر گرفته شده بود، مستثنا شده بودند. در سال ۱۲۹۸ نصرت‌الدوله فیروز وزیر عدلیه دوران صدراعظمی وثوق‌الدوله مسیو فرانسیس آدولف پرنی مستشار عدلیه را همراه هیئت ایرانی عازم شرکت در کنفرانس صلح ورسای به پاریس فرستاد و به او دستور داد با چند استاد قرار داد منعقد کند که صلاحیت تدریس درس‌های حقوق داشته باشند. به دنبال آن، مدرسهٔ حقوق در ۱۲۹۹ با چهار معلم فرانسوی، شش آموزگار ایرانی و ۳۰ دانش‌آموز و به ریاست مسیو پرنی در چارچوب وزارت عدلیه آغاز به کار کرد. در اسفند ۱۳۰۵ مدرسه حقوق از وزارت عدلیه جدا و به وزارت معارف ملحق گشت.

### مدرسهٔ تجارت
مدرسهٔ تجارت در اواخر ۱۳۰۴ به دست علی‌اکبر داور وزیر وقت فوائد عامه ایجاد شد. هدف از تأسیس مدرسهٔ تجارت تربیت یک عده تاجر با خبر از اوضاع اقتصادی دنیا بود. رؤسای مدرسه عبارت بودند از احمد شبان (ممتازالاطباء) و محمود افشار. این مدرسه در ۱۳۰۶ از وزارت فوائد عامه جدا شد و زیرنظر وزارت معارف قرار گرفت.

### مدرسهٔ حقوق و سیاسی و اقتصاد
در ۱۳۰۶ دو مدرسهٔ سیاسی و حقوق در هم ادغام شدند و مدرسهٔ حقوق و سیاسی را تشکیل دادند. مدرسه تجارت نیز در ۱۳۰۹ در مدرسهٔ حقوق و سیاسی ادغام شد و مدرسهٔ حقوق و سیاسی و اقتصاد شکل گرفت که ریاست آن را نیز علی‌اکبر دهخدا بر عهده داشت.

### دانشکدهٔ حقوق و علوم سیاسی و اقتصادی
با تشکیل دانشگاه تهران در ۱۳۱۳ این مدرسه با نام دانشکدهٔ حقوق و علوم سیاسی و اقتصادی زیر مجموعهٔ دانشگاه تهران شد. با جدا شدن دانشکدهٔ اقتصاد از آن در ۱۳۴۶ این دانشکده به نام دانشکدهٔ حقوق و علوم سیاسی به کار خود ادامه داد.

## رؤسای دانشکده
از میان رؤسای دانشکده می‌توان به افراد زیر اشاره کرد:
- علی پرتو اعظم
- عبدالحسین شیبانی
- علی‌اکبر دهخدا
- محمدعلی فروغی
- کریم سنجابی
- عبدالحمید زنگنه
- ولی‌لله اتابکیان
- موسی عمید
- حسن افشار
- محمدعلي هدايتي
- محمدجعفر جعفری لنگرودی
- ناصر کاتوزیان
- سید حسین صفایی
- محمدرضا تخشید
- حسنعلی درودیان
- عباس کریمی
- سید فضل‌الله موسوی
- سید داود آقایی
- ابراهیم متقی
- عباس شیری ورنامخواستی (رئیس کنونی)

## گروه‌های آموزشی
- گروه حقوق خصوصی و اسلامی
- گروه حقوق عمومی و بین‌الملل
- گروه جزا و جرم‌شناسی
- گروه علوم سیاسی
- گروه روابط بین‌الملل
- گروه مطالعات منطقه‌ای

## فعالیت‌های پژوهشی
چهار مرکز و مؤسسه تحقیقاتی وابسته به دانشکده حقوق و علوم سیاسی طیف وسیعی از پروژه‌های تحقیقاتی پایه‌ای و عملی در زمینه‌های مختلف حقوق و سازمان بین‌الملل، مطالعات مربوط به صلح، مطالعات منطقه‌ای، مسائل مربوط به بزه، مطالعات تطبیقی نظام‌های مختلف قانونی در کشورهای مختلف، حقوق بشر و دیگر مسائل و مشکلات اساسی جهانی را در بر می‌گیرد. در حال حاضر دکتر زهرا شاکری معاون پژوهشی دانشکده است.

## امکانات آموزشی و پژوهشی
- بزرگ‌ترین کتابخانه تخصصی حقوق و علوم سیاسی کشور
- ۴ قرائت خانهٔ مجهز
- ۱ سایت کامپیوتر
- ۶ فصلنامه علمی پژوهشی
- مرکز مطالعات عالی بین‌المللی
- مرکز مطالعات حقوق بشر
- مؤسسه تحقیقاتی علوم جزا و جرم شناسی
- مؤسسه حقوق تطبیقی
- مؤسسه حقوق عمومی
- مؤسسه حقوق فضا
- مؤسسه حقوق انرژی
- مرکز مطالعات سیاستگذاری عمومی
- گروه پژوهشی مطالعات اوراسیای مرکزی

## استادان برجسته
- محمدجعفر جعفری لنگرودی
- ناصر کاتوزیان
- سید حسین صفایی
- سید جواد طباطبایی
- حسین بشیریه
- محمود شهابی خراسانی
- داریوش آشوری
- محمد آشوری
- کریم سنجابی
- ابراهيم پاد
- محمود عرفانی
- سید ابوالفضل قاضی
- سید محمد رضوی
- احمد متین دفتری
- عباس میلانی
- محمدعلی فروغی
- ابراهیم پورداوود
- محمدعلی موحد
- حمید عنایت
- عبدالرحمن عالم
- احمد نقیب زاده
- صادق زیباکلام
- الهه کولایی
- جمشید ممتاز
- امیرحسین رنجبریان
- حسن امامی
- عزت‌الله عراقی
- داوود فیرحی
- لعیا جنیدی
- حمیرا مشیرزاده

## دانشجویان و دانش‌آموختگان برجسته دانشکده
- داریوش آشوری
- جمشید آموزگار
- صادق احمدی
- سیدحسن امین
- ادیب برومند
- محمدعلی اسلامی ندوشن
- داریوش صفوت
- ابراهیم اصغرزاده
- جواد اطاعت
- غلامحسین الهام
- علی‌اصغر امیرانی
- حسین بشیریه
- ابوالحسن بنی‌صدر
- نورعلی تابنده
- سید مصطفی تاج‌زاده
- محمدرضا تاجیک
- کامران تلطف
- محمدجعفر جعفری لنگرودی
- سیاوش جمادی
- جمشید برزگر
- عبدالصمد خرمشاهی
- علیرضا رجایی
- حسن روحانی‏
- مریم زندی
- احمد زیدآبادی
- محمدعلی سپانلو
- حسن شهیدی
- جواد شیخ‌الاسلامی
- علی صابری
- محمد صالحی
- صادق صبا
- سید موسی صدر
- شادی صدر
- منوچهر صدوقی سها
- شیرین عبادی
- حسن عضدی
- محمدعلی علومی
- علی آراد
- وجیه‌الله فاضل
- محمد فرض‌پور ماچیانی
- داود فیرحی
- مهرانگیز کار
- نصرالله کسرائیان
- سیاوش کسرایی
- محمد دهش
- بهمن کشاورز
- صدیق کمانگر
- الهه کولایی
- منوچهر متکی
- حسن نزیه
- حسینعلی نوذری
- کسری نوری
- اردشیر نیک‌پور
- محمود واعظی
- محسن هادوی
- مهدی هادوی
- داریوش همایون
- محمد یگانه
- حامد زمانی
- عباس کعبی

- مجید صالحی